# Polisportiva S.S. Lazio Rugby 1927 2013-2014

## Eccellenza 2013-14

### Stagione regolare
| Incontro              | Andata | Ritorno |
| --------------------- | ------ | ------- |
| Petrarca — Lazio      | 16-9   | 28-16   |
| Lazio — Capitolina    | 20-3   | 28-7    |
| Fiamme Oro — Lazio    | 21-17  | 33-17   |
| Lazio — Calvisano     | 18-38  | 24-44   |
| Rovigo — Lazio        | 45-22  | 62-26   |
| Lazio — Mogliano      | 12-15  | 20-37   |
| Lazio — Viadana       | 3-28   | 30-26   |
| I Cavalieri — Lazio   | 27-15  | 17-34   |
| Lazio — Reggio Emilia | 38-18  | 14-20   |
| San Donà — Lazio      | 16-6   | 17-34   |

#### Risultati della stagione regolare
| Posizione | G  | V | N | P  | PF  | PS  | DP   | B | Pt |
| --------- | -- | - | - | -- | --- | --- | ---- | - | -- |
| 8ª        | 20 | 6 | 0 | 14 | 398 | 510 | -112 | 9 | 33 |

## Trofeo Eccellenza 2013-14

### Prima fase

#### Girone B
| Incontro           | Andata | Ritorno |
| ------------------ | ------ | ------- |
| Fiamme Oro — Lazio | 38-21  | 8-15    |
| Lazio — Capitolina | 29-6   | 30-7    |

#### Risultati del girone B
| Posizione | G | V | N | P | PF | PS | DP  | B | Pt |
| --------- | - | - | - | - | -- | -- | --- | - | -- |
| 2ª        | 4 | 3 | 0 | 1 | 95 | 59 | +36 | 2 | 14 |